# Lopérec
Lopérec (bretonisch Lopereg) ist eine französische Gemeinde in der Region Bretagne im Département Finistère mit 832 Einwohnern (Stand 1. Januar 2022). 

## Geographie
Quimper liegt etwa 30 Kilometer südlich, Brest 34 Kilometer nordwestlich und Paris 480 Kilometer östlich.

## Verkehr
Bei Pont-de-Buis-lès-Quimerch und Le Faou befinden sich die nächsten Abfahrten an der Schnellstraße E 60 (Nantes-Brest) und u. a. in Pont-de-Buis-lès-Quimerch und Châteaulin gibt es Regionalbahnhöfe.

## Bevölkerungsentwicklung
| Jahr                       | 1962 | 1968 | 1975 | 1982 | 1990 | 1999 | 2006 | 2016 |
| Einwohner                  | 849  | 746  | 711  | 598  | 624  | 589  | 685  | 665  |
| Quellen: Cassini und INSEE |      |      |      |      |      |      |      |      |

## Sehenswürdigkeiten
Siehe: Liste der Monuments historiques in Lopérec